# 中國通海金融
中國通海國際金融有限公司，簡稱中國通海國際金融和中國通海金融（英語：China Tonghai International Financial Limited，港交所：0952），在1973年，當時創辦人張耀南和周偉立，於香港（總部）創立前身「雅麗集團有限公司」。
當時經營生產和銷售公事包和行李箱產品，現時經營證券期貨、企業融資和財富管理。而公司主席為包利華，行政總裁林建興。
該股份在1997年9月24日於港交所主板上市。當時英文名為「WAH FU INTERNATIONAL HOLDINGS LIMITED」、「華富國際控股有限公司」、「中國泛海國際金融有限公司」和「China Oceanwide International Financial Limited」。
2015年8月，民生銀行旗下民銀國際聯同11家投資者計劃以130.26億港元認購華富國際增發股份，但交易最終取消。
2017年1月，中國泛海控股集團向華富國際（00952.HK）提出收購。
2017年8月，華富國際改名「中國泛海金融」（00952.HK）China Oceanwide International Financial Limited 
2018年3月，「中國泛海金融」（00952.HK）China Oceanwide International Financial Limited 改名「中國通海國際」China Tonghai Financial, 而公司主席為林建興。
中國通海金融主席林建興捲入桃色醜聞，主席要求阻止一名女子公開他們兩人有親密關係的不雅錄影片段和相片。

## 中國泛海證券有限公司
它在1986年於香港成立，前身「華富嘉洛證券有限公司」，業務買賣證券，期權等。

## 連結
- 官方網頁

http://www.tonghaifinancial.com/ （页面存档备份，存于）
- 官方FACEBOOK

https://www.facebook.com/TonghaiFinancial/